# Marta Smolińska
Marta Cecylia Smolińska (ur. 28 kwietnia 1975) – polska historyczka i krytyczka sztuki, kuratorka wystaw, wykładowczyni akademicka, profesor nauk humanistycznych.

## Życiorys
W latach 1994–1999 studiowała w Instytucie Historii Sztuki Uniwersytetu im. Adama Mickiewicza w Poznaniu. Uniwersytet ukończyła pisząc rozprawę Noce modernistów. Promotorem był dr hab. Wojciech Suchocki, prof UAM. W 2003 roku obroniła doktorat na Wydziale Historycznym, Uniwersytetu im. Adama Mickiewicza w Poznaniu na podstawie rozprawy Młody Mehoffer. Promotorem jej pracy był dr hab. Wojciech Suchocki, prof UAM. W 2013 roku uzyskała stopień doktora habilitowanego rozprawą Otwieranie obrazu. De(kon)strukcja uniwersalnych mechanizmów widzenia w nieprzedstawiającym malarstwie sztalugowym II połowy XX wieku (Toruń 2012). Recenzentkami były: prof. dr hab. Maria Poprzęcka, dr hab. Maria Hussakowska, dr hab. Anna Markowska, prof. UW, oraz prof. dr hab. Piotr Piotrowski. W 2021 uzyskała tytuł profesora (dziedzina nauk humanistycznych).
W latach 2003–2014 pracowała jako adiunktka w Zakładzie Historii Sztuki Nowoczesnej w Katedrze Historii Sztuki i Kultury UMK w Toruniu, od 2014 jest profesorką w Katedrze Historii Sztuki i Filozofii Wydziału Edukacji Artystycznej i Kuratorstwa na Uniwersytecie Artystycznym w Poznaniu, a od 1 października 2016 jest kierowniczką tejże Katedry.
Jest trzykrotną stypendystką Fundacja na rzecz Nauki Polskiej – dwa razy w Program Start. Stypendia dla Młodych Uczonych (edycja 2005 i 2006), raz w Program Kwerenda (edycja 2008). Jest stypendystką DAAD na Uniwersytecie Humboldta w Berlinie (2012); laureatką fellowship w Graduiertenschule für Ost- und Südosteuropastudien an der Ludwig-Maximilians-Universität w Monachium (2014); laureatką fellowship Stiftung Hans Arp w Berlinie (2015); stypendystką DAAD na Uniwersytecie Ludwika Maksymiliana w Monachium oraz w Centralnym Instytucie Historii Sztuki w Monachium (2018). Jest członkinią Stowarzyszenia Historyków Sztuki i Międzynarodowego Stowarzyszenia Krytyków Sztuki.
Marta Smolińska jest kuratorką wystaw sztuki współczesnej, autorką publikacji z historii sztuki, a także tekstów krytycznych (m.in. na łamach „artluka”, „Arteonu”, „Exit”, „O.pl”).

## Publikacje
- Marta Smolińska, Bez tonu pewności. Sejsmografia sztuki współczesnej, seria: Myśleć sztuką. Monografie teoretyczek i teoretyków WEAiK UAP, Wydawnictwo UAP, Poznań 2021.
- Marta Smolińska: Haptyczność poszerzona. Zmysł dotyku w sztuce polskiej II połowy XX i początku XXI wieku. Kraków: Universitas, seria ARS VETUS ET NOVA, 2020, s. 390+10 il. ISBN 978-83-242-3664-0.
- Rzeźba dzisiaj 3. Sztuka i natura. Parki rzeźby / Sculpture Today 3. Art. And Nature. Sculpture Parks, red. Eulalia Domanowska, Marta Smolińska, materiały pokonferencyjne, Orońsko 2018[22].
- A-geometria. Hans Arp i Polska / A-Geometry. Hans Arp and Poland, red. Marta Smolińska, Maike Steinkamp, wyd. Muzeum Narodowe w Poznaniu, Poznań 2017[23].
- Re-Orientierung. Kontexte zeitgenössischer Kunst in der Türkei und unterwegs, red. Burcu Dogramaci i Marta Smolinska, Kadmos, Berlin 2017[24].
- Marta Smolińska, Julian Stańczak. Op art i dynamika percepcji / Julian Stańczak. Op art and the dynamics of perception, wyd. Muza, Warszawa 2014[25].
- Marta Smolińska, Otwieranie obrazu. De(kon)strukcja uniwersalnych mechanizmów widzenia w nieprzedstawiającym malarstwie sztalugowym II połowy XX wieku, Wydawnictwo Naukowe UMK, Toruń 2012[4].
- Marta Smolińska, Puls sztuki. OKOło wybranych zagadnień sztuki współczesnej, wyd. Galeria Miejska Arsenał, Poznań 2010, ISBN 978-83-61886-10-5[4].
- Marta Smolińska-Byczuk, Młody Mehoffer, wyd. Universitas, Kraków 2004[4].

## Kuratorka wystaw
- Bettina Bereś. Wyprałam w Galerii Sztuki Wozownia w Toruniu, 2018[26].
- Ewa Kuryluk. Człekopejzaż w Galerii Sztuki Wozownia w Toruniu, 2017[27].
- A-geometria. Hans Arp i Polska (Hans Arp, Jan Berdyszak, Jan Brzękowski, Wanda Chodasiewicz Grabowska, Iwona Demko, Jerzy Gurawski, Dorota Hadrian, Maria Jarema, Urszula Kluz-Knopek, Tomasz Marek, Maria Nicz-Borowiakowa, Martyna Pająk, Maria Papa Rostkowska, Andrzej Pawłowski, Marek Piasecki, Maria Pinińska-Bereś, Kazimierz Podsadecki, Adam Procki, Zbigniew Sałaj, Aleksandra Ska, Henryk Stażewski, Władysław Strzemiński, Alina Szapocznikow, Samuel Szczekacz, Beata Szczepaniak, Bolesław Utkin, Stefan Wegner) w Muzeum Narodowe w Poznaniu, współpraca kuratorska z Maike Steinkamp, 2017[28].
- #biblioteka (Jan Berdyszak, Barbara Bloom, Hubert Czerepok, Iwona Demko, Krzysztof Gliszczyński, Maurycy Gomulicki, Nicolas Grospierre, Horst Hoheisel & Andreas Knitz, Jakub Jasiukiewicz, Bartosz Kokosiński, Jarosław Kozłowski, Anna Królikiewicz, Agnieszka Kurant, Piotr Kurka, Paweł Susid, Grzegorz Sztwiertnia, Małgorzata Szymankiewicz), Centrum Kultury Zamek w Poznaniu, 2017[29].
- Nieczytelność: kon-teksty pisma (Jan Berdyszak, Marcin Berdyszak, Irma Blank, Hanne Darboven, Małgorzata Dawidek, Katarzyna Giełżyńska, Krzysztof Gliszczyński, Şakir Gökçebağ, Jakub Jasiukiewicz, Sasaguchi Kazz, Leszek Knaflewski, Brigitte Kowanz, Andrzej Leśnik, Navid Nuur, Franciszek Orłowski, Michał Martychowiec, Ireneusz Pierzgalski, Sophia Pompéry, Ketty La Rocca, Antoni Starczewski, Tamás St. Auby, Andrzej Szewczyk, Jan Tarasin, Endre Tót, Marian Warzecha, Marek Wasilewski) w Galerii Art Stations Foundation w Poznaniu, 2016[30].
- O włos! (Magda Hueckel, Ewa Juszkiewicz, Urszula Kluz-Knopek, Leszek Knaflewski, Servet Koçyiğit, Zofia Krawiec, Paweł Matyszewski, Justyna Orłowska, Krystyna Piotrowska, Sophia Pompéry, Aleksandra Ska, Sara Skaaning, Beata Szczepaniak, Małgorzata Wielek-Mandrela), Centrum Kultury Zamek w Poznaniu, 2015[31].
- (Nie) dotykaj! Haptyczne aspekty sztuki polskiej po 1945 roku (Basia Bańda, Marcin Berdyszak, Beata Ewa Białecka, Tomasz Ciecierski, Dawid Czycz, Iwona Demko, Barbara Falender, Krzysztof Gliszczynski, Martyna Grzeszczak, Małgorzata Kalinowska, Bartosz Kokosiński, Maciej Kurak & Max Skorwider, Kamil Kuskowski, Paweł Łubowski, Karina Marusińska, Paweł Matyszewski, Magdalena Moskwa, Justyna Olszewska, Ewa Partum, Włodzimierz Pawlak, Andrzej Pawłowski, Maria Pinińska-Bereś, Krystyna Piotrowska, Damian Reniszyn, Erna Rosenstein, Aleksandra Ska, Marian Stępak, Alina Szapocznikow, Beata Szczepaniak, Grzegorz Sztwiertnia) w CSW Znaki Czasu w Toruniu, 2015[32].
- Mdłości (Katarzyna Giełżyńska, Urszula Kluz-Knopek, Monika Mausolf, Justyna Olszewska, Martyna Pająk, Damian Reniszyn, Beata Szczepaniak, Marcin Zawicki, Oskar Ejsmont, Patrycja Migiel, Agnieszka Soseńska) w Galerii Sztuki Wozownia w Toruniu, 2014[33].
- Jan Berdyszak. Horyzonty grafiki w Muzeum Narodowym w Poznaniu, 2014.[34]
- Magdalena Moskwa. Cielesność obrazu w Galerii Sztuki Wozownia w Toruniu, 2013[35].
- Złote włosy Małgorzaty wystawa indywidualna Krystyny Piotrowskiej w CSW Znaki Czasu w Toruniu, 2011[36].
- Krzywo zbliżają się do swego celu wszystkie rzeczy dobre – wystawa Artura Malewskiego w Galerii Wozownia w Toruniu, 2010[37].
- Wystawa instalacji i filmów video Aleksandry Ska zatytułowana Siedmiokilowa kura w Galerii Wozownia w Toruniu, 2009[38].
- Izabella Gustowska, Marcin Berdyszak. Objekte – Installationen – Videos w Haus der Modernen Kunst w Staufen, 2008.
- Cykl Dialog / PÁRbeszéd, złożony z sześciu wystaw prezentujących twórczość artysty polskiego i węgierskiego (Katarzyna Korzeniecka i Gőbölyös Luca, Ireneusz Zjeżdżałka i Szilágyi Lenke, Krzysztof Gliszczyński i Gál András, Patrycja Orzechowska i Bányay Péter, Magdalena Moskwa i Kiraly Gabor, Marcin Kędzierski i Sándor Krisztián), w Galerii Platan, działającej przy Instytucie Polskim w Budapeszcie (współpraca kuratorska z Timeą Jerger), 2008.
- Wystawa Polnische Küche Magdaleny Frey w Galerii Sztuki Wozownia w Toruniu, 2006[39].

## Wybrane recenzje i teksty
- Recenzja jako przestępstwo, recenzja wystawyCrimestory w Centrum Sztuki Współczesnej Znaki Czasu w Toruniu, magazyn.o.p[40].
- Dotkliwe (z)ranienie. Cielesność obrazu w twórczości Magdaleny Moskwy[41].